# أوكسموكو

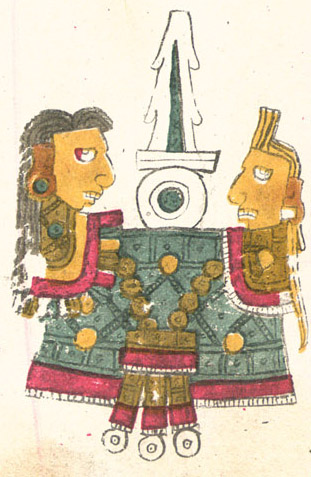
أوكسومو وسيباكتونال أول زوج بشري في تاريخ حضارة الأزتيك

أوكسموكو (بالإنجليزية: Oxomoco) المعروفة أيضًا باسم أوكسومو (Oxomo)، هي إلهة أزتيكية، إلهة الليل، وعلم التنجيم والتقويم. قيل أن أوكسموكو وسيباكتونال هما أول زوجين بشريين، يتشابهان مع آدم وحواء فيما يتعلق بالخلق والتطور البشريين. أنجبا ابنًا يدعى بيلتزينتكوتلي، تزوج من الابنة العذراء للإله شوتشيكيتزال. كامرأة مسنة كانت تعرف أيضًا باسم إتزبابالوتل.